# 弘和
弘和（1381年二月十日至1384年四月二十八日）是日本南朝的年號之一。這個時代的南朝天皇是長慶天皇與後龜山天皇。

## 改元
- 天授七年二月十日（1381年3月6日）改元弘和
- 弘和四年四月二十八日（1384年5月18日）改元元中

## 紀年、西曆、干支對照表
| 弘和       | 元年     | 二年     | 三年     | 四年     |
| 北朝年號   | 永德元年 | 永德二年 | 永德三年 | 至德元年 |
| 儒略曆日期 | 1381年   | 1382年   | 1383年   | 1384年   |
| 干支       | 辛酉     | 壬戌     | 癸亥     | 甲子     |

## 同期存在的其他政權之紀年
- 日本
  - 康曆（1379年三月二十二日至1381年二月二十四日）：北朝一後圓融天皇之年號
  - 永德（1381年二月二十四日至1384年二月二十七日）：北朝一後圓融天皇與後小松天皇之年號
  - 至德（1384年二月二十七日至1387年八月二十三日）：北朝一後小松天皇之年號
- 中國
  - 天元（1379年六月—1387年十二月）：北元—天元帝脫古思鐵木兒之年號
  - 洪武（1368年正月—1398年十二月）：明朝—明太祖朱元璋之年號
- 越南
  - 昌符（1377年—1387年）：陳朝—陳廢帝陳晛之年號